# David Hill
David Hill é um produtor executivo australiano que foi presidente da Fox Sports em 1993 e 1994 e vice-presidente sênior da 21st Century Fox por vinte e quatro anos. Ele e Reginald Hudlin foram escolhidos para produzir os 88º Prêmios da Academia após o fim de um acordo com os produtores anteriores Craig Zadan e Neil Meron.

## Filmografia
- Fox NFL Sunday
- NHL on FOX
- Daytona 500: The Great American Race Pre-Race Show
- 2008 NASCAR Samsung 500
- 2008 Crown Royal Presents the Dan Lowry 400
- 2011 World Series
- American Idol (2014-2015)[3]
- The X Factor[3]
- 88th Academy Awards (com Reginald Hudlin)